# スティーブ・リトル (俳優)
スティーブ・リトル（Steve Little、1979年11月14日 - ）は、アメリカ合衆国の俳優。

## 出演作品
- アドベンチャー・タイム（ペパーミント・バトラー）